# イシヤナ・サラスファティ
イシヤナ・サラスファティ (Isyana Sarasvati、1993年5月2日 - ) はインドネシアのシンガーソングライター。

## 来歴
シンガポールの南洋美術アカデミーとロンドンの王立音楽大学を卒業。オリジナル曲で知られる彼女は、2015年のデビュー ポップ アルバム『Explore!』の全曲を自作した。その後、アルバム『Paradox』（2017年）、『Lexicon』（2019年）、『ISYANA』(2024年) を発表した[3]。 彼女はシンガポールでオペラ歌手としても活動している 。 加えて、インドネシアおよび国際的な賞を数多く受賞している。 
ポップシンガーおよびソングライターとして名声を得る前に、彼女はクラシック音楽のソリストおよびリサイタリストとしての評判を築いていた。 イシヤナは数多くの音楽コンクールに参加し、15歳のとき『Wings Of Your Shadow』が、インターナショナル・ジュニア・オリジナル・コンサートの応募作品3,500曲の中から12位に選ばれた。その結果、彼女は東京のBunkamura、文化村ホールで行われたインターナショナル・ジュニア・オリジナル・コンサート 2008コンサートでエレクトーンを演奏した。イシヤナは2014年にソニー・ミュージック・インドネシアとレコーディング契約を結び、『ケプ ベイン ヨウ』（2014年）と『テタップ ダラム ジワ』（2015年）という2枚のシングルをリリースした。彼女のアルバムは好評を博し、商業的な成功を収めた。
2018年9月2日、イシャナはインドネシアのジャカルタで行われた第18回アジア競技大会の閉会式で最初の曲を歌い、ゲロラ・ブン・カルノ・スタジアムの55,000人以上の観衆の前でアジアの『Who We Are』を披露した[1]。
2019年5月、ウォルト・ディズニー・ピクチャーズは、2019年にリメイクされた『アラジン』のインドネシア版のサウンドトラックで『ア・ホール・ニュー・ワールド』を歌う歌手にイシヤナを選出した。彼らは、ウォルト・ディズニー・アニメーション・スタジオの多くの映画音楽を手がけたアラン・メンケンに東京でインタビューを受けた。2019年7月、イシヤナはザ・ヴォイス・インドネシアのシーズン4のコーチング・パネルに加わり、ザ・ヴォイス・キッズ・インドネシアのシーズン4のパネリストにもなった。
2019年、彼女はフォーブス・インドネシアにおいて、「インスピレーションを与える若い功績者30歳未満」に、アート、スタイル、エンターテイメント部門で選ばれた。2020年4月、フォーブス・アジアはエンターテイメント、スポーツ、セレブリティ部門の30歳未満にイシヤナを加えた。
ソニー・ミュージックインドネシアでの6年間の経験を経て、イシヤナは2020年10月20日、レッドローズレコードという音楽レーベルを設立した。 2021年2月2日、イシヤナと夫のレイハンは結婚1周年を記念して『1+1』というタイトルのシングルをリリースした。
2022年3月10日、ガレナ フレエ Fire インドネシアは、『バトル イン スタイルの歌姫』をコンセプトとしたイシヤナとのコラボレーションを発表し、このコラボレーションにより、イシヤナがアレンジした『フリーファイア』 のテーマソングを使用したミュージック ビデオが制作された。 FF エスポート ID は、イシヤナの曲『イル・ソーニョ』と FFIM をテーマにしたリリック ビデオともコラボレーションし、ユーチューブ FF エスポート ID チャンネルで公開され、フリー ファイア インドネシア マスターズ 2022 春 大会のバックサウンドになった 。現在、 ヤマハ・コーポレーション・インドネシアが彼女のスポンサーをしている。ミュージシャンとして成功するだけでなく、イシヤナは、ルイ・ヴィトン、グッチ、コーチ、イヴ・サンローラン、ハーパース・バザー、エル、デウィなど、数多くのハイエンドなファッション・ハウスやエディトリアルともコラボレーションしてきた。
2023年5月10月、イシャナは『ISYANA』というタイトルの4枚目のアルバムをリリースした

## 初期の人生と教育
イシヤナは 1993年5月2日に西ジャワ州バンドンで生まれた。両親がベルギーで働き、学んでいたため、彼女は幼少期の一部をインドネシア国外で過ごした。 彼女が7歳のとき、家族はバンドンに引っ越した。 イシャナは音楽教師のルアナ・マルパンダと講師兼筆跡学者のサプタ・ドウィカルダナの末娘である。 彼女には文化人類学者のララ・セカール・ララサティという姉がおり、彼女もバンダ・ネイラというバンドで歌っていた。 教育者の家庭で育ったイシャナは、4歳のときに母親を通して音楽に出会った。 イシヤナはピアノ、エレクトーン、フルート、ヴァイオリン、サックスを演奏する。
イシヤナのインドネシアでの音楽キャリアは、2012年と2013年の人気曲のいくつかのカバーを ユーチューブ と サウンドクラウド チャンネルにアップロードしたことから始った。 学業に集中したかったため、最初のレコーディング契約の申し出を断った後、2014年にソニー・ミュージック・インドネシアと契約した。
16 歳のとき、イシヤナはシンガポール政府から奨学金を受け、南洋芸術アカデミーで音楽演奏を学んだ。2012年、彼女は台湾の台南にある国立台南芸術大学の交換留学生にも選ばれた。2013年に音楽パフォーマンスのディプロマを取得した。 イシヤナは、ロンドンの英国王立音楽院と協力し、優等資金提供による音楽学士号プログラムに基づき、南洋芸術アカデミー でさらに学ぶための全額奨学金を獲得した。 研究の最終年に、彼女は 王立音楽大学(優秀賞)奨学金(2015年)を受賞した。2015年9月26日、イシャナは音楽学士号を取得して南洋芸術アカデミーを卒業し、最優秀卒業生賞とペルー大使館賞を受賞した。